# اسپرانتو
زبان اسپرانتو (به اسپرانتو: Esperanto) معروف‌ترین زبان فراساختهٔ میانجی جهانی است، که در میان زبان‌های ابداعی موجود، بیشترین گویشوران را در جهان دارد.
کسی را که به زبان اسپرانتو سخن بگوید یا از آن استفاده کند اسپرانتیست (اسپرانتودان) می‌نامند.
نام این زبان از اسم مستعار لودویک زامنهوف (اسپرانتو)، پدیدآورندهٔ این زبان بین‌المللی، گرفته شده‌است. نخستین کتاب که وی برای معرفی و آموزش زبان اسپرانتو نگاشت، با نام مستعار «اسپرانتو» ∗، به معنی «امیدوار» ، منتشر کرد؛ چون امیدوار بود با بهره‌گیری از این زبان به عنوان زبان میانجی جهانی، به ایجاد صلح و دوستی در سطح دنیا کمک شود. عنوان این کتاب «اینترناتسیا لینگوو» (به اسپرانتو: Internacia Lingvo) به معنی «زبان بین‌المللی» بود؛ که بعدها تحت عنوان «کتاب اول» یا اونوا لیبرو∗ (به اسپرانتو: Unua Libro) مشهور شد. هدف زامنهوف، که به افتخار او یونسکو نیز سال ۱۹۸۷ را به‌مناسبت جشن صدسالگی زبان اسپرانتو «سال زامنهوف» نامید، خلق زبانی بی‌طرف و صلحپرور بود که یادگیری آن نیز آسان باشد و به درک متقابل فرهنگ‌های مختلف جهان توسط مردم کمک کند.
ویژگی منحصربه‌فرد الفبای اسپرانتو، آوایی بودن صددرصد آن است؛ به‌این معنی که هر حرف و کلمه در زبان اسپرانتو، تنها یک‌جور می‌تواند تلفظ یا نوشته شود؛ لذا پس از فراگیری آن، دیگر هیچ‌گونه مشکلی برای زبان‌آموز در تلفظ یا دیکتهٔ واژگان وجود نخواهد داشت. الفبای اسپرانتو دارای ۲۸ حرف از الفبای لاتین است که چهار حرف Q, W, X, Y در این الفبا وجود ندارند و در عوض شش حرف تکراری دارد که روی پنج حرف آن، هشتک قرار گرفته‌است و روی یک حرف دیگر، یک هفتک قرار داده‌اند تا آوای آن‌ها را تغییر دهند: Ĉ، Ĝ، Ĥ، Ĵ، Ŝ، Ŭ.

## تاریخچه

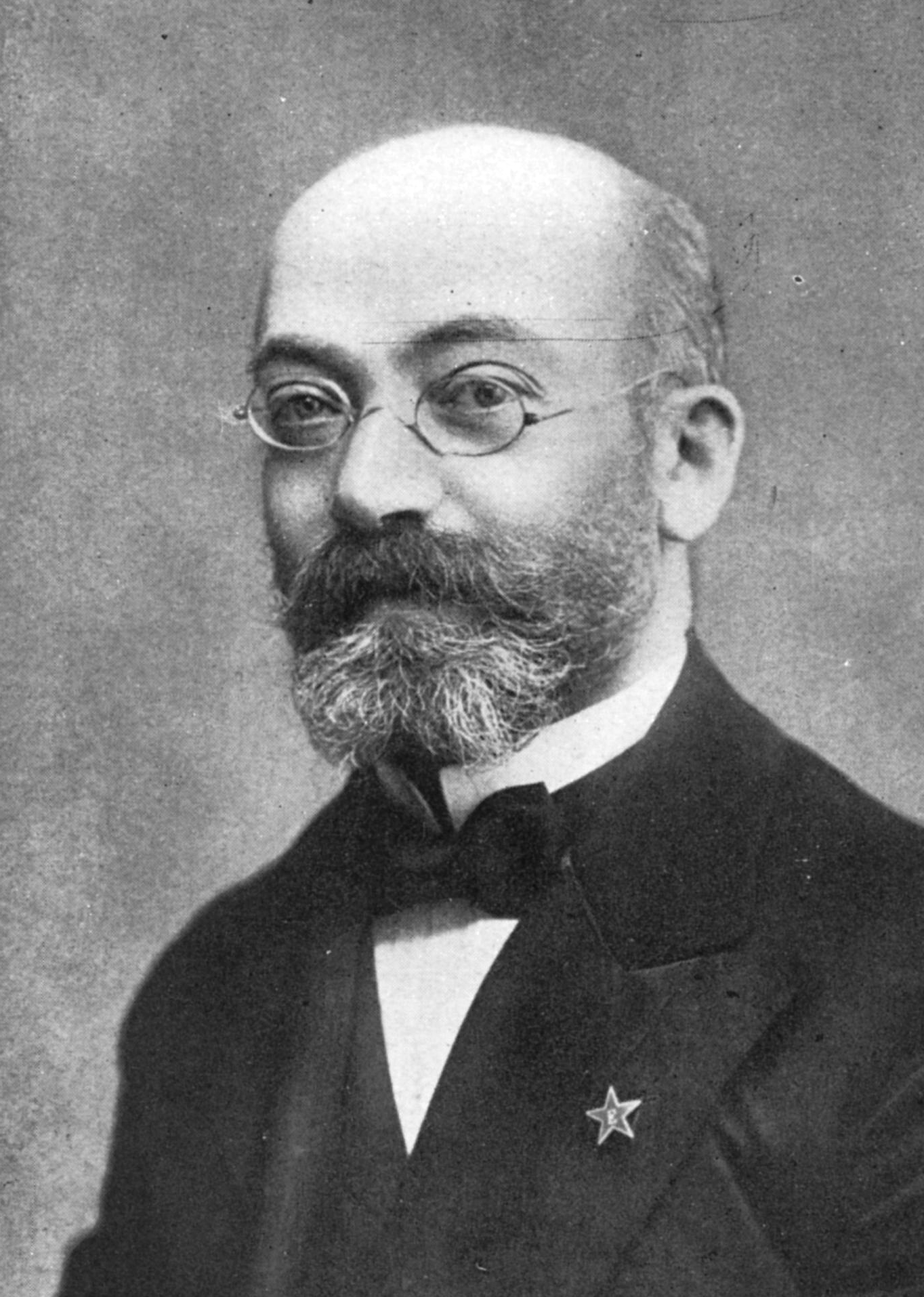
لودویک زامنهوف

زبان بین‌المللی اِسپِرانتو در سال ۱۸۸۷ (میلادی) (۱۲۶۶ خورشیدی) توسط لودویک لازاروس زامنهوف لهستانی ساخته شد. اسپرانتو به علت ساختار علمی و آسان خود مورد توجه متفکران و دانشمندان با ملیت‌های گوناگون قرار گرفته و به خاطر ویژگی‌های منحصربه‌فرد آن، سازمان علمی، فرهنگی و تربیتی سازمان ملل متحد (یونسکو) در سال ۱۹۵۴ (میلادی) به اتفاق آرا آن را طی قطعنامه‌ای به عنوان زبان بین‌المللی و بی‌طرف به رسمیت شناخت و آموزش اسپرانتو را به همهٔ کشورهای عضو خود توصیه کرد. همچنین «یونسکو» در استقبال از صدمین سالگرد انتشار زبان اسپرانتو در سال ۱۹۸۶ (میلادی) (۱۳۶۵) در قطعنامه‌ای دیگر ضمن تأکید بر تصمیم قبلی خود، مراتب پشتیبانی خود را از آموزش و گسترش زبان بین‌المللی اسپرانتو در سراسر جهان ابراز داشته‌است.
برخی یوسف اعتصامی (اعتصام الملک)، پدر پروین اعتصامی، را اولین کسی می‌دانند که ایرانیان را با زبان اسپرانتو، توسط نشریهٔ خود بهار آشنا کرد. احمد کسروی نیز از کسانی بوده‌است که ضمن فراگیری زبان بین‌المللی اسپرانتو، همان‌طور که در اثر خود تحت عنوان زبان پاک بیان کرده‌است، از ساختار علمی و منطقی آن، و هم چنین سامانهٔ واژه‌سازی چسبانشی یا پیوندی آن، برای تقویت و ویرایش زبان فارسی، الهام گرفته‌است، و در عین حال برای گسترش زبان اسپرانتو در ایران نیز کمک فراوانی کرده‌است. در زمان افتتاح دانشگاه تهران در سال ۱۳۱۳ خورشیدی، زبان اسپرانتو از مطالب درسی این دانشگاه بوده‌است.

### پیشنهاد ایران در سال ۱۹۲۱
در دههٔ ۱۹۲۰ میلادی و تشکیل اولین اجلاس جامعه ملل، نمایندگان ایران پیشنهاد دادند تا زبان اسپرانتو به عنوان زبان مراودات بین‌المللی انتخاب شود. سیلوان زفت (Sylvan Zaft)، که دارای کتاب‌های متعددی به زبان انگلیسی در مورد زبان اسپرانتو است، در یکی از کتاب‌های مشهور خود که تحت عنوان اسپرانتو، زبان مشترک دهکدهٔ جهانی در سال ۲۰۰۳ منتشر کرده‌است، در این باره می‌نویسد:

شانسی بزرگ برای اسپرانتو پدیدار شد، هنگامی که در دههٔ ۱۹۲۰ میلادی، نمایندگان ایران در جامعه ملل پیشنهاد دادند تا اسپرانتو به عنوان زبان ارتباطات بین‌المللی پذیرفته شود. در بین این مبحث حمله‌های شدیدی به اسپرانتو شد. مخصوصاً هیئت فرانسوی هیاهوی بسیاری ضد این طرح راه انداخت. از نگاه فرانسویان، زبان فرانسه باید زبان بین‌المللی می‌شد. پیشنهاد ایران شکست خورد.

### پیشرفت‌های اسپرانتو در ایران در دهه‌های اخیر
در دهه‌های اخیر، به‌ویژه در پی تأسیس نخستین نهاد رسمی اسپرانتو در ایران، مؤسسهٔ سبزاندیشان (انجمن اسپرانتوی ایران) که در سال ۱۳۷۵ تحت شماره ۹۰۸۵ به ثبت رسید، و انتشار فصل‌نامهٔ پیام سبزاندیشان از پائیز سال ۱۳۸۱ تاکنون، و پیوستن رسمی انجمن اسپرانتوی ایران به سازمان جهانی اسپرانتو (دارای روابط رسمی با سازمان ملل متحد و یونسکو) در سال ۱۳۸۴، دورهٔ جدیدی برای پیشرفت هرچه بیشتر زبان اسپرانتو در ایران آغاز شد، که با برگزاری سخنرانی‌ها، سمینارها، و کلاس‌ها در فرهنگ‌سراها، دانشگاه‌ها و مدارس گوناگون، و انتشار مقالات مختلف در مجلات و روزنامه‌های متفاوت، و همچنین تألیف، ترجمه و انتشار کتاب‌های جدیدی در ارتباط با زبان بین‌المللی اسپرانتو، همراه بوده و هست.
فصل‌نامهٔ پیام سبزاندیشان، که به دو زبانِ فارسی و اسپرانتو منتشر می‌شود، به معرفی به هنگامی از زبان بین‌المللی اسپرانتو به فارسی‌زبانان، و معرفی ادبیات و فرهنگ ایران به اسپرانتودانان جهان می‌پردازد.

### بی‌طرفی اسپرانتو، رمز موفقیت آن

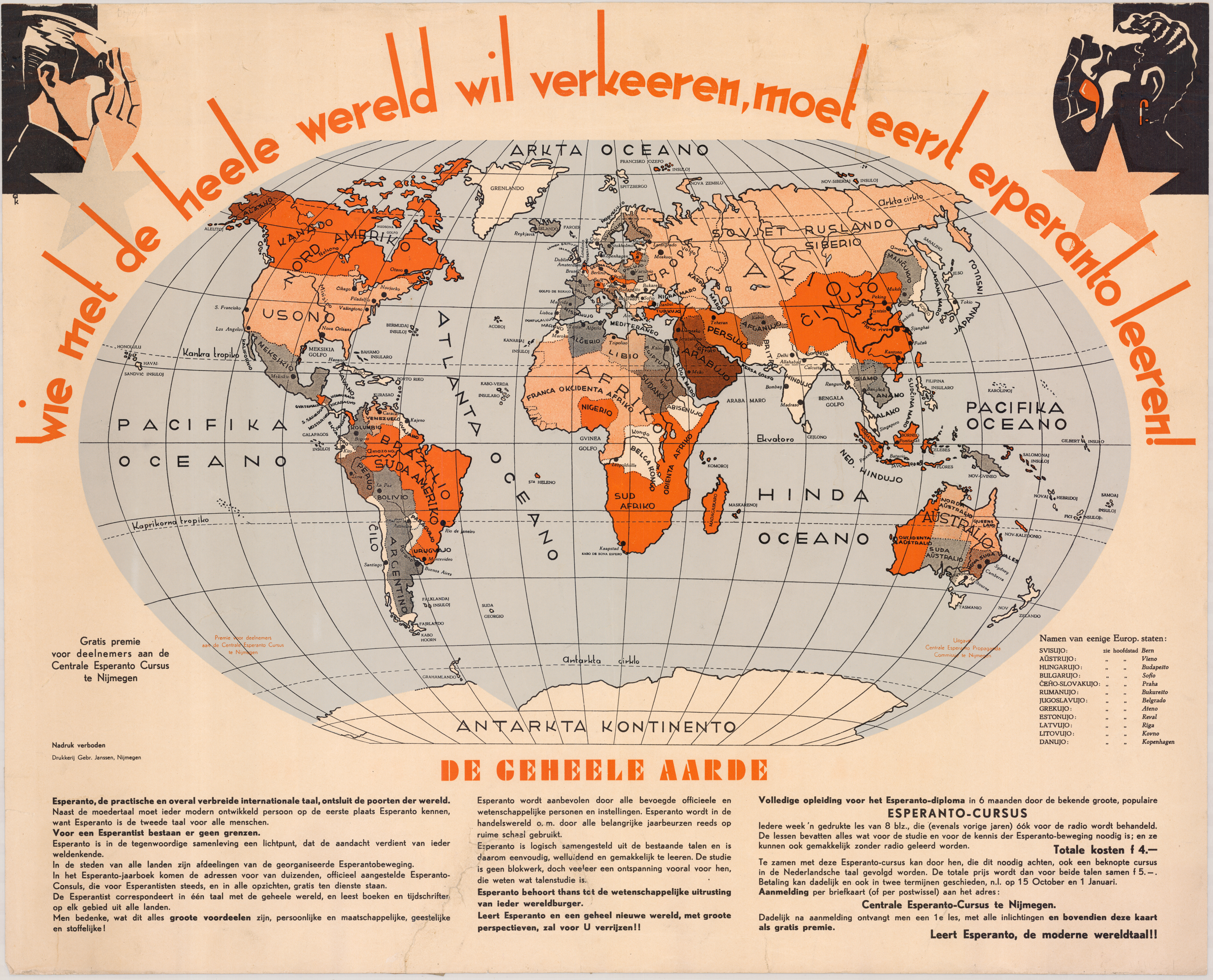
نقشهٔ جهان به زبان اسپرانتو.

همچنین انتشار کتاب پدیدهٔ اسپرانتو: راه‌حل مشکل زبان بین‌المللی که علاوه بر ترجمهٔ متن کامل کتاب پدیدهٔ اسپرانتو نوشتهٔ ویلیام اُلد (که چندین بار نامزد دریافت جایزهٔ ادبی نوبل شده‌است)، حاوی ۱۴ پیوست گوناگون است که به منظور ارائهٔ تصویری کامل از زبان اسپرانتو و بی‌طرفی آن به این کتاب اضافه شده‌است، ازجمله، پیوست شمارهٔ ۱: نظرات بزرگان جهان در مورد زبان مشترک جهانی و اسپرانتو، صفحهٔ ۱۷۳، که در آن برای نمونه، نظر ۱۵ شخصیت مهم و مشهور جهان در مورد زبان اسپرانتو، مانند مهاتما گاندی، لئو تولستوی، رومن رولان، اومبرتو اکو، رودولف دیزل، ژول ورن، هلن کلر، رابیندرانات تاگور، ماکسیم گورکی، ناظم حکمت، جی. آر. آر. تالکین (نویسندهٔ ارباب حلقه‌ها) و … آورده شده‌است. نظرات این نوابغ، که از نقاط گوناگون جهان، و با جهان‌بینی‌ها و مذاهب و مسالک گوناگون هستند، برای نشان‌دادن بی‌طرفیِ زبان اسپرانتو و این‌که مورد حمایت و توصیهٔ بزرگانی با گرایش‌های مختلف سیاسی، مسالک، مذاهب و ایدئولوژی‌های متفاوت است، ذکر شده‌است. در نتیجه، خواننده به روشنی متوجه می‌شود که زبان اسپرانتو کاملاً بی‌طرف است و اختصاص به گروه، نژاد، ملیت یا مذهبی خاص ندارد. در این اثر، ویلیام الد یکی از دلایل مهم موفقیت زبان فراساختهٔ اسپرانتو را نسبت به دیگر زبان‌های ابداعی (که اکنون بالغ بر چند هزار عدد از آن‌ها طراحی و منتشر شده‌اند)، بی‌طرفی آن می‌داند و این‌که زامنهوف در نخستین همایش بین‌المللی اسپرانتو در شهر بولونی-سور-مر فرانسه در سال ۱۹۰۵، آن را به کل بشریت اهداء کرد و هیچ حقی را – مادی یا معنوی – برای خود لحاظ ننمود.
در صفحهٔ ۱۳۶ این کتاب، ویلیام الد بخشی تحت عنوان «بی‌طرفی و مدرن شدن، رمز موفقیتِ اسپرانتو» دارد که در قسمتی از آن می‌گوید:

در طول همین دوران، نهضت بی‌طرف اسپرانتو، از میان بحران‌هایی که مربوط به سازمان‌دهی بود، به سلامت گذشت. اوج این بحران‌ها در سال ۱۹۳۷ (۱۳۱۵ هـ. ش) بود که انفکاکی در این نهضت به‌وجود آمد و باعث پیدایش اتحادیهٔ بین‌المللی اسپرانتو شد که اکثریت - و به‌طور قطع، فعال‌ترین – انجمن‌های کشوری به آن پیوست. با وجود این، پس از جنگ جهانیِ دوم به‌خاطر قدرت سازمان‌دهیِ با انرژیِ ایوو لاپنا یگانگی از دست‌رفته، دوباره به‌دست آمد. وی همچنین در طولِ همین مدت، مبتکر تبلیغات منظمی علیه فراوانیِ بیش از حد ستاره‌های سبز (نمادِ اسپرانتو)، و «چیزهای عجیب و غریب» مشابه دیگر گشت: اساس این حرکت، این بود که اسپرانتودان‌ها، خود را از ظاهر «یک فرقهٔ عجیب کوچک» (به تعبیر کالوچای شاعر)، رها ساخته و به دنیای عادی پای گذارند. لاپنا اصرار داشت که اسپرانتودانان به دنیای واقعی پیوسته و از امکانات آن، برای رسیدن به اهداف خود بهره جویند. وی اقدامات بسیاری را به‌منظور ایجاد احساسِ هدف‌مندی در نهضت اسپرانتو، به انجام رساند و نهضت را با استراتژی روز و مدرن، تجهیز کرد.
روشن است که این تبلیغات منظم لاپنا، موفق بوده‌است. امروزه، این نهضت عموماً، در آمال و آرزوهای خود، مدرن‌تر و هنگامِ مطرح شدن در مجامع عمومی، دارای ظاهری عادی‌تر است.

در خصوص بی‌طرفی زامنهوف و عمرآورد او، زبان بین‌المللی اسپرانتو، در صفحهٔ ۲۹۷ این کتاب آمده‌است:

دیگر از دریافت‌های صحیح و سریع زامنهوف این نکتهٔ بسیار با اهمیت بود که زبان تنها یک وسیله یا ابزار ارتباطی بین انسان‌ها است و نباید با مرام یا مسلکی خاص پیوند یابد (بی‌طرفیِ سیاسی، مذهبی، نژادی و ملیتیِ اسپرانتو). به‌همین سبب، شخصِ زامنهوف بیانیهٔ ۱۹۰۵ را نگاشت و آن را در نخستین کنگرهٔ جهانیِ اسپرانتو (۱۹۰۵) به تصویب رساند که در واقع تا به امروز نیز بنیاد دوم اسپرانتو – و به‌عنوانِ اساسی مستحکم برای پیشبرد نهضت اسپرانتو در دنیا - محسوب می‌گردد.

و همچنین در صفحهٔ ۲۲۱ این کتاب، از ماریو پی زبان‌شناس و زبان‌دان برجستهٔ ایتالیایی الاصل آمریکایی نقل شده‌است، که:

و بالأخره، به دلیل دورنمای جهانی‌ای که اسپرانتو در اختیار فراگیرنده‌اش می‌گذارد، این زبان بیش از هر زبان ملیِ دیگری می‌تواند در جهت شکل‌دهی به فرهنگ جهانی نقش داشته باشد، چراکه هریک از زبان‌های ملی، تنها قادر است شناختی از فرهنگ ملت یا مللی را که زبان مربوط متعلق به آن است، در دسترس فراگیرندهٔ خود قرار دهد، و در عین حال، این تمایل نیز در زبان‌های ملی وجود دارد که شخصِ فراگیرنده را از فرهنگ‌های دیگر جدا سازد.
من اعتقاد دارم که جهان – در حال حاضر به مقدار بسیار زیاد و در آینده به‌مراتب نیز بیشتر – به یک زبان مشترک احتیاج دارد که تمامیِ انسان‌ها بتوانند به‌یاریِ آن آزادانه و به دور از هرگونه سوءتفاهمی، با یک‌دیگر ارتباط برقرار سازند. با وصف این، تاکنون همهٔ کوشش‌های انجام شده برای به‌کارگیریِ یک زبان ملی به این منظور، با شکست روبرو شده‌است. در این عرصه، زبانی فراساخته که در بطن خویش از امتیازاتی مانند بی‌طرفیِ کامل، فراگیریِ آسان، آوانگاریِ صددرصد و قانون‌مندیِ جامع، برخوردار است، به احتمال قوی پیروز خواهد گشت - عرصه‌ای که زبان‌های ملی، در آن با شکست روبرو شده‌است.

دیگر از پیوست‌هایی که به‌منظور نشان‌دادن موفقیت‌های زبان و نهضت بی‌طرف اسپرانتو در جهان، به این کتاب الحاق گردید، موارد زیر است:
- پیوست شمارهٔ ۲: سیر تحول زبان‌های ابداعی، صفحهٔ ۲۲۹
- پیوست شمارهٔ ۳: آشنایی با زبان وُلاپوک (نمونه‌ای از زبان‌های ابداعیِ پیش از اسپرانتو)، صفحهٔ ۲۶۳
- پیوست شمارهٔ ۴: آشنایی با زبان لُگ‌لان (نمونه‌ای از زبان‌های ابداعیِ پس از اسپرانتو)، صفحهٔ ۲۷۷
- پیوست شمارهٔ ۵: زندگی‌نامهٔ کوتاه زامنهوف، آفرینندهٔ زبان اسپرانتو، صفحهٔ ۲۸۹
- پیوست شمارهٔ ۶: سخنرانیِ تاریخیِ زامِنهوف در اولین کنگرهٔ جهانیِ اسپرانتو، صفحهٔ ۳۰۱
- پیوست شمارهٔ ۷: ایران، نخستین پیشنهادکنندهٔ اسپرانتو در جامعهٔ ملل، صفحهٔ ۳۱۱
- پیوست شمارهٔ ۸: اسپرانتو در کامپیوترها و اینترنِت، صفحهٔ ۳۲۱
- پیوست شمارهٔ ۹: چکیدهٔ دستور زبان اسپرانتو، صفحهٔ ۳۳۷
- پیوست شمارهٔ ۱۰: هم‌بسته‌های اسپرانتو، صفحهٔ ۳۵۱
- پیوست شمارهٔ ۱۱: اشعار نمونهٔ اسپرانتو، صفحهٔ ۳۵۵
- پیوست شمارهٔ ۱۲: لیستِ مطالعاتیِ ادبیات اسپرانتو، صفحهٔ ۳۷۷
- پیوست شمارهٔ ۱۳: برنامه‌های رادیوئی اسپرانتو، صفحهٔ ۳۸۱
- پیوست شمارهٔ ۱۴: مراکز و نشریات اسپرانتو در جهان، صفحهٔ ۳۸۵

## اسپرانتو، زبانی زنده
بنابر تعریفی که از زبان زنده شده‌است، زبان اسپرانتو، زبانی زنده است که حتی مطابق با کمینه‌گراترین برآوردهای انجام شده، بیش از یک قرن است که به‌طور روزانه توسط میلیون‌ها انسان در سراسر جهان در زمینه‌های گوناگون مورد استفادهٔ شفاهی و کتبی است، بالغ بر صدها مجله و روزنامه به آن منتشر می‌شود و هزاران کتاب (چه اصیل و چه ترجمه‌شده از زبان‌ها و فرهنگ‌های متفاوت جهان) به آن منتشر گردیده‌است؛ و میلیون‌ها سایت و صفحهٔ اینترنتی به آن وجود دارد که از جمله شامل ایستگاه‌های متعدد رادیویی و تلویزیونی به این زبان است.
به این ترتیب، زبان اسپرانتو، از بین هزاران زبان فراساختهای که تاکنون (و عمدتاً در طول ۵ قرن گذشته) ارائه شده‌اند، مانند بالائی‌بالان، ولاپوک، سل ر سل، اینترلینگوا، لگلان، لژبان و زبان کلینگانها، تنها زبان ابداعیِ زنده در جهان محسوب می‌شود که در حال توسعه نیز هست.
کد این زبان زنده در سامانهٔ alpha-3 code عبارت است از epo و در سامانهٔ alpha-2 code کد آن eo است.

## اسپرانتو در دنیای علم
نخستین نهادهایی که در جهان از زبان بین‌المللی اسپرانتو استقبال کردند، آکادمی‌ها یا فرهنگستان‌های علمی در کشورهای گوناگون بودند. شاید علت اصلی این امر، علمی بودن یا طراحیِ علمی شدنِ زبان اسپرانتو توسط خالق آن، زامِنهوف، بوده‌است. برای نمونه، در یکم ماه جون سال ۱۹۲۶، ۴۲ تن از اعضای «آکادمی علوم فرانسه» (که شکل نخستین آن از قرن هفدهم به‌وجود آمده‌است و یکی از آکادمی‌های ۵گانهٔ «انستیتوی فرانسه» است) این بیانیه را در مورد اسپرانتو امضا کردند:

از آن‌جا که این امضاکنندگان، اعضای «آکادمی علوم»، معتقدند که به‌کارگیری زبان کمکی و بین‌المللی اسپرانتو در ارتباطات بین‌المللی:
- دارای ثمرات بسیار بزرگی از دیدگاه پیش‌برد علم و کاربرد آن خواهد بود؛
- و جریان یافتن وسیع علم فرانسه را به خارج میسر خواهد ساخت و در نتیجه، تأثیر عقلاییِ (اَنتلِکتوئِلیِ) کشور ما را [بر روی کشورهای دیگر] ممکن خواهد کرد. خواستهٔ خود را چنین بیان می‌کنند که:

1. آموزش این زبان، که شاه‌کار منطقی بودن و ساده بودن است، دستِ‌کم به‌صورت اختیاری، در برنامه‌های رسمی کلاس‌های علوم تمامیِ نهادهای آموزشی وارد گردد؛
2. در طول همایش‌های بین‌المللی، اسپرانتو زبانِ رسمی (دقیقاً با همان حقوق زبان‌های ملی) باشد، تا لحظه‌ای که تجربیات تأیید کرد که اسپرانتو برای تبدیل‌شدن به تنها زبانِ رسمی (همایش‌های بین‌المللی) مناسب است.
3. مدیران انتشارات علمی و فنی به کششی که به‌کارگیری زبان اسپرانتو در رابطه با چیزهایی که به منظور ارسال به خارج منتشر می‌سازند، برای آن‌ها به ارمغان می‌آورد، توجه کنند؛
4. از هم‌اکنون، دانشمندان و فناوران خود را برای به‌کارگیری از اسپرانتو در ارتباطات خود با همکاران خارجی خویش آماده سازند و سپس به آنان اطلاع دهند که ایشان آمادهٔ استفاده کردن از اسپرانتو هستند.
5. کمیسیونی برای تهیه و توسعهٔ واژه‌نامه‌های تخصصیِ علوم پایه به اسپرانتو تشکیل گردد و از انجمن‌های فنی [برای این منظور] دعوت به‌عمل آید.

همان‌طور که اشاره شد، بیانیه‌های مشابهی توسط نهادهای علمی و دانشمندان دیگر کشورها نیز صادر شده‌است؛ برای مثال ۸۵ دانشمند ژاپنی در سال ۱۹۵۰، ۲۰ دانشگاهی چین در سال ۱۹۵۱ و …؛ اما نکات جالبی که در مورد این استقبال علمی از اسپرانتو و پیامدهای آن می‌توان گفت (به‌ترتیب موارد اعلام‌شده در بیانیهٔ فوق) این است که خوشبختانه در حال حاضر:
1. آموزش (اختیاری) اسپرانتو در بسیاری از نهادهای آموزشی جهان وجود دارد.
2. به‌طور متوسط، هر چند روز یک همایش ملی، منطقه‌ای یا بین‌المللی در نقطه‌ای از جهان در مورد زبان اسپرانتو برگزار می‌شود که بسیاری از آن‌ها علمی و تخصصی‌اند.
3. در انتشار کتاب‌ها و مجلات علمی و تخصصی در سطح جهان با مقیاس قابل‌توجهی وجود دارد.
4. بسیاری از دانشمندان برای انتشار یافته‌های علمیِ خود، یا هم‌فکری و ارتباط با همکاران خارجی خود، از زبان اسپرانتو بهره می‌جویند.
5. تعداد بی‌شماری واژه‌نامه‌های عمومی و تخصصی به زبان اسپرانتو و در رشته‌های گوناگون تألیف و منتشر گردیده‌است.

### بهره‌گیریِ دانشمندان از زبان اسپرانتو
وجود کتاب‌ها، مجلات، همایش‌ها و سایت‌های بی‌شمار اسپرانتو در زمینهٔ علم و فناوری، گویای توانایی و قدرت این زبان در بیان مفاهیم علمی است؛ ولی شاید در مورد توانایی‌های زبان بین‌المللی اسپرانتو برای بیان موضوعات دقیق علمی، و غنی بودن انبان واژگان و کلمات تخصصی آن برای این منظور، شاید این نیز کافی باشد که به دانشمندان برندهٔ جایزهٔ نوبل اشاره کرد که یا زبان اسپرانتو را می‌دانند و از آن برای نگاشتن و منتشر کردن مطالب و کتب علمی خود بهره جسته‌اند یا در خصوص شایستگی‌ها و قدرت اسپرانتو در این زمینه، لب به سخن گشوده و توصیه کرده‌اند که از این زبان به عنوان زبان مشترک در دنیای علم و فناوری استفاده شود تا سرعت پیشرفت آن‌ها در جهان به مراتب بیشتر گردد. برای نمونه، رِینهارد زِلتن (-۱۹۳۰) آلمانی، برندهٔ جایزهٔ نوبل ۱۹۹۴ در رشتهٔ اقتصاد است که از جوانی اسپرانتو را آموخت و نخستین کتابش را در مورد «نظریهٔ بازی‌ها» به اسپرانتو نوشت.
```
رِینهارد زِلتن، مُبدع «
تئوری بازی‌ها
»، و برندهٔ جایزهٔ نوبل در سال ۱۹۹۴ به‌خاطر ارائهٔ همین تئوری، نخستین کتابش را دربارهٔ این نظریه به زبان اسپرانتو نوشته‌است.
[
۹
]
```

### جوایز نوبل برای اسپرانتو و اسپرانتودانان
در حالی که بسیاری از زبان‌های ملیِ جهان با وجود سابقهٔ چندهزار سالهٔ خود هنوز موفق به ارائهٔ نویسنده‌هایی نشده‌اند که نامزد جایزهٔ ادبیِ نوبل گردند، زبان اسپرانتو بارها موفق به کسب چنین افتخار بزرگی شده‌است. برای مثال، در سال‌های ۱۹۹۹، ۲۰۰۰ و ۲۰۰۵ میلادی ویلیام اُلد، نویسندهٔ توانای اسکاتلندی به پاس تألیف بیش از پنجاه کتاب به زبان بین‌المللی اسپرانتو، کاندیدای دریافت جایزهٔ ادبیِ نوبل گردید. از زمان انتشار زبان اسپرانتو، یعنی سال ۱۸۸۷ تا هنگام به وقوع پیوستنِ این واقعهٔ زبان‌شناسی و ادبیِ بزرگ و بی‌نظیر در جهان، تنها ۱۱۴ سال گذشته بود. این امر خود به تنهایی گویای نبوغ بسیار زیاد زامنهوف در ساخت زبان اسپرانتو نیز هست؛ چرا که زبان‌های ابداعیِ فراوانی، چه قبل از پیدایشِ اسپرانتو چه پس از آن وجود داشته‌اند که حتی نام اکثریت قریب به‌اتفاق آن‌ها را نیز کسی به یاد ندارد. در سال ۲۰۰۷ هم بالدور راگنارسون (-۱۹۳۰)، شاعرِ اسپرانتودان ایسلندی، نامزد دریافت جایزهٔ ادبی نوبل از طرف کانون نویسندگان اسپرانتوزبان گردید.
«سازمان جهانیِ اسپرانتو» (UEA) که مهم‌ترین و بزرگ‌ترین نهاد در ارتباط با زبان اسپرانتو در دنیا است و دارای روابط رسمی با «سازمان ملل متحد» و «یونسکو» است و در راه ترویج زبان اسپرانتو و صلح و دوستی در جهان نقش غیرقابل‌انکاری داشته، بارها نامزد کسب جایزهٔ صلح نوبل شده‌است و قطعنامه‌هایی که یونسکو و دیگر نهادهای بین‌المللیِ دنیا در جهت بزرگداشت و پیش‌برد زبان اسپرانتو به تصویب رسانده‌اند، تا حدود بسیار زیادی مدیون فعالیت‌های UEA است. مقر اصلی یا دفتر مرکزیِ (به اسپرانتو: Centra Oficejo) این سازمان در شهر روتردام هلند است.
از بین دانشمندان اسپرانتودانی که موفق به دریافت جایزهٔ صلح یا علمی نوبل شده‌اند، می‌توان به رِینهارد زِلتن آلمانی (نوبل اقتصاد در سال ۱۹۹۴)، که نخستین کتابش را در مورد «تئوری بازی‌ها» به زبان اسپرانتو نگاشته‌است، اشاره کرد. وی در خودزندگی‌نامهاش در سایت نوبل چنین نوشته‌است:

در سال ۱۹۵۹ با الیزابت لانگ‌رِینِر ازدواج کردم که در طول تمامی این سال‌ها به من برای تبدیل شدن به کسی که هم‌اکنون هستم، کمک کرده‌است. ما دوست داشتیم بچه داشته باشیم ولی هیچ بچه‌ای نداریم. هردوی ما به نهضت اسپرانتو تعلق داریم و توسط همان نیز با یکدیگر آشنا شدیم. زبان بین‌المللی اسپرانتو هنوز هم تأثیر به‌سزایی بر زندگی ما دارد.

ده‌ها برندهٔ جایزهٔ نوبل دیگر نیز بوده‌اند که یا مانند زلتن اسپرانتو را فراگرفته‌اند و از آن در تألیفات خود استفاده کرده‌اند؛ مانند جوزف تامسون (برندهٔ نوبل فیزیک در سال ۱۹۰۶)، دانیل باوِت (نوبل پزشکی در سال ۱۹۵۷)، ایزاک بشویس سینگر (نوبل ادبیات در سال ۱۹۷۸)؛ یا اسپرانتو را فراگرفته و در تحسین و توصیهٔ آن زبان گشوده‌اند؛ مثل ویلهِلم اُستوالد (نوبل شیمی در سال ۱۹۰۹)، رابیندرانات تاگور (نوبل ادبیات در سال ۱۹۱۳)، و لینوس پائولینگ (نوبل شیمی در سال ۱۹۵۴ و نوبل صلح در سال ۱۹۶۲)؛ یا با اسپرانتو آشنایی داشتند و استفاده از آن را به مردم جهان توصیه کرده‌اند؛ همانند: ویلیام رَمزی (نوبل شیمی در سال ۱۹۰۴)، بِرتا فون سوتنِر (نوبل صلح در سال ۱۹۰۵)، سِلما لاگِرلوف (نوبل ادبیات در سال ۱۹۰۹)، هنری لافونتِن (نوبل صلح در سال ۱۹۱۳)، رومن رولان (نوبل ادبیات در سال ۱۹۱۵)، فریتیوف نانسن (نوبل صلح در سال ۱۹۲۲)، هیدکی یوکاوا (نوبل فیزیک در سال ۱۹۴۹)، برتراند راسل (نوبل ادبیات در سال ۱۹۵۰)، یاروسلاو هیروفسکی (نوبل شیمی در سال ۱۹۵۹)، آلفرد کاستلر (نوبل فیزیک در سال ۱۹۶۶)، ویلی برانت (نوبل صلح در سال ۱۹۷۱)، و …

## استفادهٔ فزاینده از اسپرانتو
اعداد و ارقام زیادی وجود دارند که استفادهٔ فزاینده از زبان بین‌المللی اسپرانتو را در طول چند دههٔ گذشته نشان می‌دهند.
به عنوان نمونه، بنابر سرشماری‌های انجام شده در کشور مجارستان، ۹۴۲ اسپرانتودان در سال ۱۹۴۱، و ۲۰۸۳ اسپرانتودان در سال ۱۹۹۰، ۴۵۷۵ در سال ۲۰۰۱ و ۸۳۹۷ در سال ۲۰۱۱ در این کشور وجود داشته‌است. برای تعداد ۹۸۵ تن از این اسپرانتودانان، زبان فراساختهٔ اسپرانتو حکم زبان مادری را داشته و در خانواده صحبت می‌شده‌است. به دیگر سخن، ایشان اسپرانتودان مادرزاد تلقی می‌گردند.
در دههٔ ۱۹۶۰ سالنامهٔ (Jarlibro) انجمن جهانی اسپرانتو نام «اسپرانتودانان مادرزاد» را با این ارقام آورده‌است: ۵۸ نفر (۱۹۶۱)، ۶۷ (۱۹۶۲) و ۸۳ (۱۹۶۵). در سال ۱۹۹۶، حدود ۳۵۰ خانواده وجود داشته‌است که در منزل به اسپرانتو با یکدیگر صحبت می‌کردند.
در حال حاضر انجمن‌های اسپرانتو در بیست کشور آفریقایی وجود دارند؛ که تقریباً همهٔ آن‌ها پس از سال ۱۹۶۰ تأسیس شده‌اند. تعداد آدرس‌های اسپرانتودانان آفریقایی در خدمات گذرنامه‌ای Pasporta Servo از ۱۸ عدد در سال‌های ۱۹۸۸–۱۹۸۹ به ۵۹ عدد در سال ۲۰۰۵ رسیده‌است.
در دههٔ شصت، چهار آلبوم جدید موسیقی به زبان اسپرانتو منتشر شد؛ ۱۷ عدد در دههٔ هفتاد، ۵۸ عدد در دهه هشتاد، ۷۵ آلبوم در دههٔ نود و بیش از یک صد آلبوم جدید در دههٔ اول هزاره جدید ارائه گردید. در حال حاضر بیش از ۳۰۰۰ آهنگ به زبان اسپرانتو وجود دارد.
تعداد شرکت‌کنندگان در همایش‌های اسپرانتو در آلمان که یک هفته یا بیشتر به طول انجامیدند، از حدود ۱۰۰ نفر در اوایل دههٔ هفتاد به حدود ۸۰۰ نفر در سال ۲۰۰۸ رسید.
ویکی‌پدیای اسپرانتو در حال حاضر (ژوئیه ۲۰۲۱) حاوی بیش ۲۹۸٬۰۰۰ مقاله است. حدود ۱۰۰۰ مقاله جدید در هر ماه در این مرجع معتبر بین‌المللی ارائه می‌گردد. این ارقام شبیه به اعداد مربوط به ویکی‌پدیای اسلواکی (حدود ۲۳۷٬۰۰۰ مقاله)، بلغاری (۲۷۳٬۰۰۰) و دانمارکی (۲۶۷٬۰۰۰) است. پیش از تأسیس ویکی‌پدیای اسپرانتو در سال ۲۰۰۱، دائرةالمعارف عمومی دانش به زبان اسپرانتو در اینترنت وجود نداشت. کتاب دائرةالمعارف اسپرانتو Enciklopedio de Esperanto (مرجعی مستند در مورد جنبش اسپرانتو) در سال ۱۹۳۴ منتشر شده بود و پس از آن تنها تجدید چاپ گردیده بود، اما هرگز ویرایش مجدد نشده بود. در حال حاضر ویکی‌پدیای اسپرانتو نقش نسخهٔ به‌روز آن را نیز به‌خوبی بازی می‌کند.
در بین سال‌های ۱۹۰۶ و ۱۹۷۱ حدود ۲۸ پایان‌نامهٔ دانشگاهی در مورد زبان فراساختهٔ اسپرانتو و زبان‌شناسی تطبیقی (interlinguistics/interlingvistiko) نگاشته شد: در حدود یک پایان‌نامه در دو یا سه سال. این تعداد به طرز قابل‌توجهی افزایش داشته‌است: بین سال‌های ۱۹۷۵ و ۱۹۸۷ حدود ۹۵ پایان‌نامه به تحریر درآمد؛ و پس از سال ۱۹۷۵ به‌طور متوسط هفت پایان‌نامه در هر سال.

## کنگره‌ها

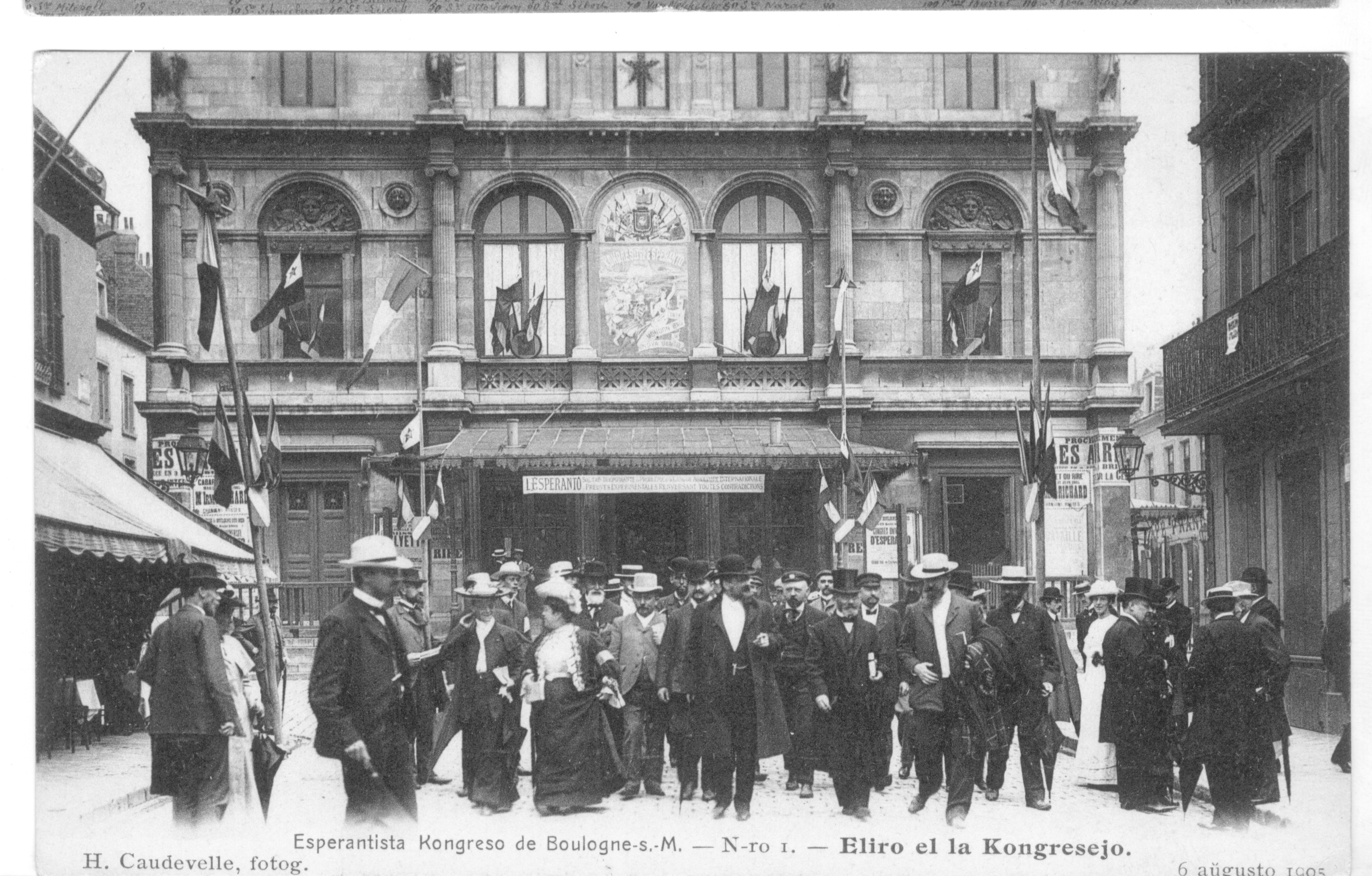
اولین کنگره جهانی اسپرانتو در Boulogne-sur-Mer

اسپرانتو، زبان ملی هیچ کشوری نیست و آموزش آن غرور فرهنگی هیچ ملتی را خدشه‌دار نساخته و باعث تحقیر ایشان نمی‌شود و بر همین اساس است که روز به روز در عرصه‌های مختلف بین‌المللی مورد استقبال و کاربرد بیشتر قرار می‌گیرد. هر سال صدها کنگره، کنفرانس، سمینار و نشست در زمینه‌های گوناگون به زبان اسپرانتو در کشورهای مختلف دنیا برگزار می‌شود که از مهم‌ترین آن‌ها کنگره بین‌المللی اسپرانتو (UK) است که همه‌ساله و با شرکت چندهزار اسپرانتودان از کشورها و قاره‌های گوناگون جهان برگزار می‌گردد. برگزارکنندهٔ این روی‌داد بی‌نظیر (که بدون وجود هرگونه مترجمی و در این مقیاس بزرگ از نظر تعداد شرکت‌کنندگان برگزار می‌شود) انجمن جهانی اسپرانتو (UEA) است. یکصدمین کنگرهٔ جهانی اسپرانتو در سال ۲۰۱۵ در شهر لیل (Lille) فرانسه و با حضور ۲۶۹۸ اسپرانتیست برگزار گردید. نخستین همایش جهانی اسپرانتو در سال ۱۹۰۵ با شرکت بیش از ۶۰۰ اسپرانتیست در شهر بولونی-سور-مر فرانسه برگزار گردیده بود.
دیگر از همایش‌های معروف اسپرانتو، می‌توان از کنگره بین‌المللی جوانان اسپرانتودان (IJK)، کنگره جهانی پزشکان اسپرانتودان (IMEK) و… نام برد.

### کنگره‌های جهانی اسپرانتو
«همایش جهانی اسپرانتو» (به اسپرانتو: Universala Kongreso de Esparanto)، که هرساله توسط «سازمان جهانی اسپرانتو» (به اسپرانتو: Universala Esperanto-Asocio) (دارای روابط رسمی با سازمان ملل متحد و یونسکو) در کشورهای گوناگون جهان برگزار می‌شود، بزرگ‌ترین گردهماییِ اسپرانتو در دنیا محسوب می‌شود. این همایشِ بین‌المللیِ بی‌نظیر، که در آن هیچ مترجمی وجود ندارد، به‌عنوان نمونه در سال ۲۰۰۳ در شهر گوتِنبورگِ سوئد با حضور ۱۸۰۰ شرکت‌کننده از ۶۲ کشور، در سال ۲۰۰۴ در شهر پکن چین با ۲۰۳۱ نفر از ۵۱ کشور و در سال ۲۰۰۵ در شهر ویلنیوس لیتوانی با شرکت ۲۳۴۴ اسپرانتودان و در سال ۲۰۰۶ در شهر فلورانس ایتالیا با شرکت ۲۲۰۹ اسپرانتیست بر پا شد. در صدمین سال ابداع زبان اسپرانتو، یعنی سال ۱۹۸۷، همایش ۷۲ام جهانی اسپرانتو در زادگاه مؤلف آن، زامِنهوف، در کشور لهستان برگزار شد و تعداد بی‌نظیر ۵۹۴۶ اسپرانتودان از سراسر دنیا در آن شرکت کردند. تعداد شرکت‌کنندگان یکصدمین همایش جهانی اسپرانتو، که در سال ۲۰۱۵ در شهر لیل (Lille) فرانسه برگزار گردید، ۲۶۹۸ نفر بود (نخستین همایش جهانی اسپرانتو نیز در سال ۱۹۰۵ در شهر بولون-سور-مر همین کشور برگزار شده بود).

### کنگره‌های بین‌المللی اسپرانتو در ایران
نخستین همایش بین‌المللی اسپرانتوی ایران با موضوع «اسپرانتو، زبان ایده و ایدئال» در فروردین‌ماه سال ۱۳۹۳ در هتل شهر تهران و با شرکت بیش از ۱۰۰ اسپرانتودان ایرانی و خارجی برگزار گردید.
دومین همایش بین‌المللی اسپرانتوی ایران با موضوع «اسپرانتو، گفتگو در گسترهٔ گیتی» در شهریورماه سال ۱۳۹۴ در سرای محلهٔ شهید باقری، واقع در منطقهٔ ۲۲ تهران برگزار شد.

## انجمن‌ها

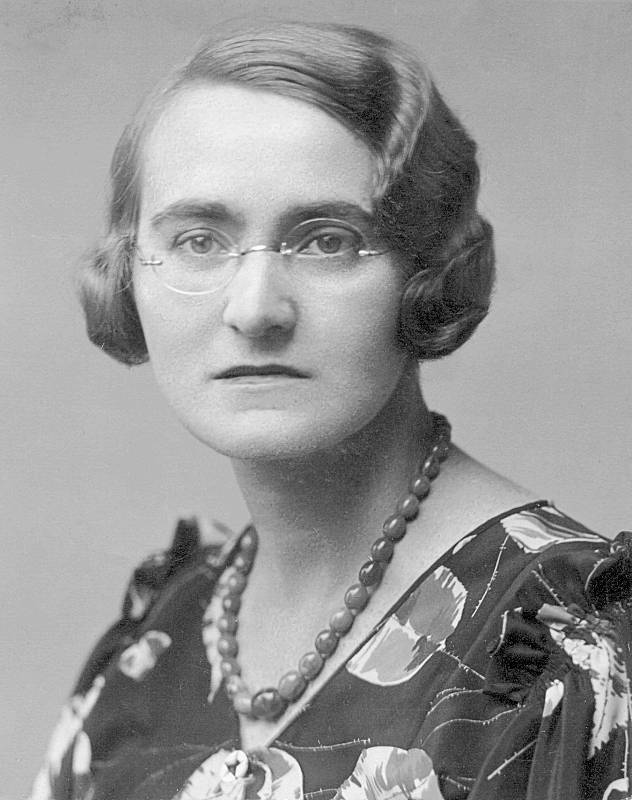
لیدیا زامنهوف مترجم زبان اسپرانتو قبل از کشته شدن در اردوگاه مرگ تربلینکا

انجمن جهانی اسپرانتو (UEA) به عنوان مشاور رسمی سازمان ملل متحد و یونسکو در ردیف سازمان‌های بی‌طرف بین‌المللی قرار دارد و شبکه نمایندگی (Delegita Reto) آن با بیش از ۲۰۰۰ عضو در بیش از ۱۰۰ کشور جهان پاسخگوی هرگونه نیاز اطلاعاتی اسپرانتودانان در زمینه‌های گوناگون است.
شبکهٔ خدمات گذرنامه‌ای (Pasporta Servo) از جمله خدمات ویژه‌ای است که در جهان اسپرانتو وجود دارد، بدین معنی که اسپرانتودانان در سفر به کشورهای دیگر مورد پذیرایی کسانی که آمادگی خود را جهت پذیرش مهمان در کتابچه‌ای که هر سال منتشر می‌شود (و اکنون روایت اینترنتی آن نیز فعال است)، ثبت نموده‌اند، قرار می‌گیرند و بدین‌سان هزینه‌های اقامت در هتل‌های گران‌قیمت را متقبل نمی‌شوند؛ هم‌اکنون این شبکه در بیش از ۹۰ کشور جهان فعال است.
انجمنهای گوناگون و بین‌المللی اسپرانتو این امکان را به افراد می‌دهد که نیازهای اطلاعاتی خود را در کوتاه‌ترین زمان ممکن برآورده سازند. انجمن بین‌المللی پزشکان اسپرانتودان (UMEA)، انجمن بین‌المللی معلمان اسپرانتودان (ILEI)، انجمن علمی اسپرانتودانان (ISAE)، انجمن بین‌المللی روزنامه‌نگاران اسپرانتودان (TEĴA)، شبکه بین‌المللی ترجمه به‌وسیله اسپرانتو (ITRE)، انجمن نویسندگان اسپرانتوزبان (EVA)، انجمن بین‌المللی مطالعات مذهبی و خداشناسی (ASISTI) و … از جمله مراکزی هستند که اطلاعات تخصصی در اختیار علاقه‌مندان قرار می‌دهند و نشریات تخصصی خود را نیز به اسپرانتو در سطح جهان منتشر می‌کنند.

## جراید، کتاب‌ها و رادیوهای اسپرانتو
انتشار صدها روزنامه، مجله، ماهنامه، فصلنامه، سالنامه، گاهنامه، و هزاران کتاب علمی، فنی، فرهنگی، هنری و ادبی به اسپرانتو جریان تبعیض‌آمیز انتقال اطلاعات در نظام کنونی بین‌الملل را متحول ساخته‌است و به همهٔ انسان‌ها این امکان را می‌دهد که با فراگیری سریع و تسلط یافتن به زبان بی‌طرف اسپرانتو، در شرایطی برابر از دستاوردهای علمی و فنی استفاده کنند. فرستنده‌های رادیویی بین‌المللی از بسیاری از کشورهای جهان مانند: چین، برزیل، کوبا، اتریش و … به صورت روزانه و هفتگی به اسپرانتو برنامه پخش می‌کنند.

## واژگان اسپرانتو
در اسپرانتو کلمات بر دو نوع کلی هستند: کلمه‌های پایانه دار و کلمه‌های تک ایستا:
1. کلمه‌های پایانه‌دار را نمی‌توان بدون پایانه(ها) و به صورت منفرد به کار گرفت زیرا ریشهٔ کلمات در اسپرانتو دارای هیچ هویت دستوری خاصی (مثل: اسم، صفت، قید، ...) نیستند، و تنها با اضافه شدن پایانه، هویت دستوری آن‌ها تعیین می‌گردد. کلمهی پایانه دار می‌تواند از ریشه واژه به‌علاوه پیشوند، پسوند و پایانه تشکیل شود.
2. کلمه‌های تک ایستا، مانند حروف اضافه، حرف تعریف، اعداد، حروف ربط، نام‌آواها، … بدون پایانه هم می‌توانند مورد استفاده قرار گیرند، ولی می‌توان با افزودن پایانه‌ها و حتی پیشوندها و پسوندهای گوناگون به آن‌ها، واژگانی جدیدی از آنان به‌وجود آورد.

### پایانه‌ها
در زبان اسپرانتو هویت دستوری کلمه‌های پایانه دار با پایانه‌هایشان شناخته می‌شود، مانند o که پایانهٔ اسم است، مثل Patro به معنی پدر، و a که پایانهٔ صفت است، مانند Patra به معنی پدری یا پدرانه یا مربوط/متعلق به پدر؛ یا e که پایانهٔ قید است، مثل bele به معنی به‌زیبایی، و as که پایانهٔ فعل زمان حال است، مانند belas به معنی زیباست.
در جدول زیر هر یازده پایانهٔ مورد استفاده در زبان اسپرانتو آورده شده‌اند.
| پایانه | نقش                                     | مثال و معنی                                              | مثال در جمله |
| ------ | --------------------------------------- | -------------------------------------------------------- | --- |
| ―a     | تبدیل ریشه به صفت                       | Bona = خوب، نیکو                                         | Tiu libro estas bona fonto. = آن کتاب یک منبع خوب است.                                                          |
| ―o     | پایانهٔ مخصوص اسم‌ها                      | Orelo = گوش                                              | Ne kredu al orelo, kredu al okulo. گوشت را باور نکن، چشمانت را باور کن.                                         |
| ―j     | نشان جمع برای اسم‌ها و صفت‌ها             | Homoj انسان‌ها                                            | Se la mondon paco regus, homoj havus pli bonan vivon. اگر صلح بر جهان حاکم بود، انسان‌ها زندگانی بهتری می‌داشتند. |
| ―e     | پایانهٔ قیدساز                           | Bone = به‌خوبی                                            | Li povis kompreni poemojn de Hafez tre bone. او می‌توانست شعرهای حافظ را به‌خوبی بفهمد.                           |
| ―i     | مصدر فعل                                | Morti = مردن                                             | Morti pro la patrujo estas agrable. مردن به‌خاطر سرزمین، دلپذیر است.                                             |
| ―is    | فعل زمان گذشته                          | estis = بود                                              | Sadio estis kapabla poeto. = سعدی شاعری توانا بود.                                                              |
| ―as    | فعل زمان حال                            | belas = زیبا است                                         | L' aŭtuna akvofalo belas. = آبشار پاییزی زیباست.                                                                |
| ―os    | فعل زمان آینده                          | belos = زیبا خواهد بود                                   | Kaj morgaŭ la suno belos و فردا خورشید زیبا خواهد بود.∗                                                         |
| ―u     | فعل امری (مستقیم و غیرمستقیم و زمان‌دار) | brilu = بدرخش                                            | Suno brilu! Gajo pluvu! خورشید بدرخش! شادمانی ببار!                                                             |
| ―us    | فعل شرطی یا بیان آرزو                   | estus = اگر باشد                                         | Se mi estus kolombo, mi ĉiam flugus super la maroj. اگر پرنده‌ای بودم، همیشه بر فراز دریاها پرواز می‌کردم.        |
| ―n     | مفعول اندازه هدف                        | homon = انسان را 3 metrojn = ۳ متر domon = (به طرف) خانه | ... |

### پسوندها
پسوندها در زبان اسپرانتو پس از ریشه(ها) و قبل از پایانه(ها) قرار می‌گیرند و شامل دو نوع کلی پسوندهای دستوری و پسوندهای معنایی هستند. پسوندهای دستوری خود به پسوند فاعلی و پسوند مفعولی تقسیم می‌شوند.

#### پسوندهای دستوری
پسوندهای دستوری اسپرانتو، که هشت عدد هستند، نقش یا هویت دستوری ریشه یا کلمه را از نظر فاعلی یا مفعولی بودن، مشروط بودن یا نبودن، و همچنین زمان آن‌ها، مشخص می‌کنند و به این دلیل معنی عبارت را نیز تغییر می‌دهند. مانند پسوند دستوری ant که حالت فاعلی دارد و زمان آن حال است: legi (خواندن)، leganto (خواننده). یا پسوند it که حالت مفعولی دارد و زمان آن گذشته‌است: legito (خوانده شده).

#### پسوندهای معنایی
در زبان اسپرانتو پسوندهای معنایی بسیاری وجود دارند و عمل‌کرد آن‌ها تنها تغییر دادن معنی ریشه یا کلمهٔ مربوط است. مانند in که پسوند تأنیث یا مؤنث کردن است، مانند: patro به معنی پدر، patrino به معنی مادر؛ یا id که پسوند زادگی است، مانند Koko به معنی خروس، kokido به معنی جوجه خروس.

### پیشوندها
پیشوندهای اسپرانتو که پیش از ریشه یا کلمهٔ مربوط می‌آیند، تنها معنی ریشه یا کلمهٔ مورد نظر را تغییر می‌دهند. در جدول زیر چند نمونه از پیشوندهای اسپرانتو آمده‌است:
| در اسپرانتو | معنی                    | مثال          | معنی فارسی                                  |
| ----------- | ----------------------- | ------------- | ------------------------------------------- |
| bo-         | خویشاوند سببی           | Bopatrino     | مادر زن (درمورد مرد)، مادر شوهر (درمورد زن) |
| dis-        | جدایی و تفکیک، پراکندگی | Dissemi       | پخش کردن بذر، بذرپاشی کردن                  |
| ek-         | آغاز، فوریت             | Ekiri         | راه افتادن، رهسپار شدن                      |
| eks-        | سابق                    | Eksprezidento | رئیس‌جمهور سابق                              |
| fi-         | کثیف، منزجرکننده        | Fimensa       | دارای ذهن پلید                              |
| ...         |                         |               |                                             |

### سرچشمهٔ واژگان زبان اسپرانتو
اکثر واژگان اسپرانتو از زبان‌های لاتین (رومیانی) همچون فرانسه، ایتالیایی و اسپانیایی گرفته شده و بعد از آن از زبان‌های ژرمنی همچون آلمانی، هلندی و انگلیسی. زبان یونانی باستان به خصوص برای اصطلاحات علمی استفاده شده‌است و از ریشه زبان‌های اسلاوی همچون لهستانی و روسی مقدار ناچیزی وام گرفته شده‌است. بدیهی است که در این زبان مانند اکثر زبان‌های موجود واژگان و اصطلاحات خاص فرهنگ‌ها از ریشه زبان همان فرهنگ اخذ شده‌است.

## فصلنامهٔ اسپرانتوی ایران
پیام سبزاندیشان فصل‌نامهٔ دوزبانه‌ای (به فارسی و اسپرانتو) است که چندین سال است منتشر می‌شود. هر شمارهٔ این مجله در ۵۶ صفحه، که نیمی از آن به زبان فارسی و نیم دیگر به زبان اسپرانتو است، منتشر می‌گردد. متن کامل مطالب تمامی شماره‌های این مجله به صورت رایگان از جمله در این وبگاه و این وبگاه در اختیار عموم قرار دارد.

## مراکز اسپرانتوی ایران
- سازمان جوانان اسپرانتودان ایران در سال ۱۳۷۲ بنیان‌گذاری شده‌است. در سال ۱۳۷۵ مؤسسه سبزاندیشان به ثبت رسید که نهادی قانونی برای فعالیت‌های سازمان بود.
- در سال ۱۳۸۳ انجمن اسپرانتوی ایران رسماً اعلام موجودیت کرد و از سال ۱۳۸۴ به عنوان شاخه کشوری انجمن جهانی اسپرانتو (دارای روابط رسمی با سازمان ملل متحد و یونسکو) در ایران رسماً پذیرفته شده و با آن همکاری دوسویه دارد.